# Liste der Biografien/Sme
Liste der Biografien |
Portal Biografien |
Personensuche
# |
A |
B |
C |
D |
E |
F |
G |
H |
I |
J |
K |
L |
M |
N |
O |
P |
Q |
R |
S |
T |
U |
V |
W |
X |
Y |
Z |
?
 
Sa |
Sb |
Sc |
Sd |
Se |
Sf |
Sg |
Sh |
Si |
Sj |
Sk |
Sl |
Sm |
Sn |
So |
Sp |
Sq |
Sr |
Ss |
St |
Su |
Sv |
Sw |
Sy |
Sz
 
Sma |
Smb |
Sme |
Smi |
Smj |
Smo |
Smr |
Smu |
Smy
Die Liste der Biografien führt alle Personen auf, die in der deutschsprachigen Wikipedia einen Artikel haben. Dieses ist eine Teilliste mit 173 Einträgen von Personen, deren Namen mit den Buchstaben „Sme“ beginnt.

## Sme

### Smea
- Smeal, Jane (1801–1888), britische Abolitionistin und Frauenwahlrechtsaktivistin
- Smear, Pat (* 1959), US-amerikanischer MusikerPat Smear (* 1959)

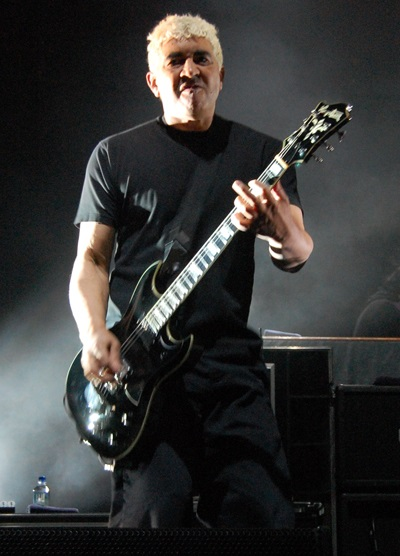
Pat Smear (* 1959)

- Smeaton, Bruce (* 1938), australischer Filmkomponist und Musiker
- Smeaton, John (1724–1792), englischer Ingenieur
- Smeaton, Mark († 1536), englischer Hofmusiker
- Smeaton, William Arthur (1924–2001), britischer Chemiehistoriker

### Smeb
- Smeby, Henriette (* 1986), norwegische Skispringerin
- Smebye, Einar Henning (* 1950), norwegischer Pianist und Musikpädagoge
- Smebye, Sigurd (1886–1954), norwegischer Turner

### Smec
- Smecca, Angela (* 1974), deutsche Sängerin
- Smechnowa, Raissa Filippowna (* 1950), sowjetisch-russische Mittel- und Langstreckenläuferin
- Smechow, Weniamin Borissowitsch (* 1940), russischer Schauspieler, Theaterregisseur und Kinderbuchautor
- Smechowski, Emilia (* 1983), polnisch-deutsche Journalistin
- Smeck, Roy (1900–1994), US-amerikanischer Gitarrist

### Smed
- Smed, Esben (* 1984), dänischer Schauspieler
- Smed, Mark (* 1961), US-amerikanischer Basketballspieler
- Smeda, Leandra (* 1989), südafrikanische Fußballspielerin
- Smedås, Magni (* 1995), norwegische Skilangläuferin
- Smedberg, Åke (* 1948), schwedischer Schriftsteller
- Smedberg, William R. III (1902–1994), US-amerikanischer Offizier, Vizeadmiral der US-Navy
- Smedbye, Jostein (* 1977), norwegischer Skispringer
- Smedecken, Theodoricus, deutscher Übersetzer von Schriften Martin Luthers ins Niederdeutsche
- Smedh, Veronica (* 1988), schwedische Skirennläuferin
- Šmēdiņš, Jānis (* 1987), lettischer Volleyball- und Beachvolleyballspieler
- Šmēdiņš, Toms (* 1986), lettischer Beachvolleyballspieler
- Smedley, Agnes (1892–1950), US-amerikanische Journalistin und AutorinAgnes Smedley (1892–1950)

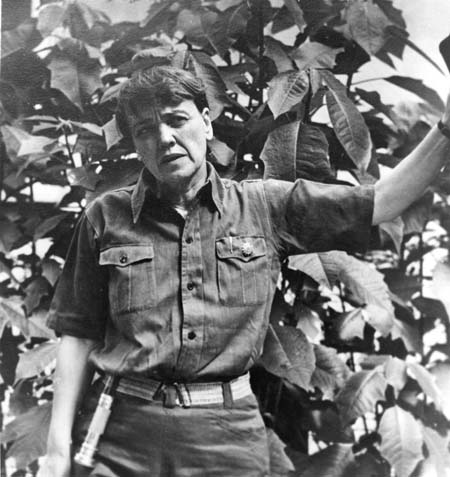
Agnes Smedley (1892–1950)

- Smedley, Constance (1876–1941), britische Autorin, Dramatikerin und Gründerin des Lyceum Clubs
- Smedley, Harold (1920–2004), britischer Diplomat
- Smedley, Oliver (1911–1989), britischer Unternehmer, Politiker und Radiopirat
- Smedley, Ray (* 1951), britischer Mittel- und Langstreckenläufer
- Smedman, Lisa (* 1959), kanadische Fantasy- und Science-Fiction-Autorin und Zeitungsredakteurin
- Smeds, Viktor (1885–1957), finnischer Turner und Boxer
- Smedts, Mathieu (1913–1996), niederländischer Journalist, Chefredakteur, Autor und Übersetzer
- Smedvig, Rolf (1952–2015), US-amerikanischer Musiker
- Smedvik, Harald (1888–1956), norwegischer Turner
- Smedvik, Ragnvald (1894–1975), norwegischer Fußballspieler und -schiedsrichter

### Smee
- Smeekens, Jan (* 1987), niederländischer Eisschnellläufer
- Smeekes, Orlando (* 1981), niederländischer Fußballspieler
- Smeeth, Ruth (* 1979), britische Politikerin, Abgeordnete im Unterhaus für Stoke-on-Trent
- Smeeton, Ryan (* 1998), kanadischer Hindernisläufer
- Smeets, Abel (1891–1969), französischer Autorennfahrer
- Smeets, Alice (* 1987), belgische Dokumentarfotografin
- Smeets, Axel (* 1974), belgischer Fußballspieler
- Smeets, Heinz-Dieter (* 1952), deutscher Wirtschaftswissenschaftler
- Smeets, Hendrikus (1960–2023), niederländischer Geistlicher und römisch-katholischer Bischof von Roermond
- Smeets, Hermann (1910–1997), deutscher Widerstandskämpfer gegen den Nationalsozialismus
- Smeets, Jan (* 1985), niederländischer Schachspieler
- Smeets, Jean-Robert (1916–2003), niederländischer Romanist und Mediävist
- Smeets, Josef (1893–1925), deutscher Publizist und Politiker
- Smeets, Joseph (* 1959), belgischer Radrennfahrer
- Smeets, Marie-Luise (* 1936), deutsche Politikerin (SPD), Oberbürgermeisterin in Düsseldorf (1994–1999)
- Smeets, Mart (* 1947), niederländischer Radio- und TV-Moderator, Journalist und Sportkommentator für das öffentlich rechtliche Fernsehen der Niederlande NOS
- Smeets, Martine (* 1990), niederländische Handballspielerin
- Smeets, Robert (* 1985), australischer Tennisspieler
- Smeets, Roger (* 1960), niederländischer Opern-Sänger (Bariton)
- Smeets, Theo (* 1964), niederländischer Schmuckgestalter

### Smeh
- Šmehlík, Richard (* 1970), tschechischer Eishockeyspieler
- Šmehyl, Šimon (* 1994), slowakischer Fußballspieler

### Smei
- Smeijers, Fred (* 1961), niederländischer Schriftdesigner, Grafikdesigner und Hochschullehrer

### Smej
- Smej, Jožef (1922–2020), jugoslawischer bzw. slowenischer Geistlicher, römisch-katholischer Weihbischof in Maribor
- Šmejkal, Daniel (* 1970), tschechischer Fußballspieler und Fußballtrainer
- Smejkal, Ingrid (1941–2017), österreichische Politikerin (SPÖ), Landtagsabgeordnete, Abgeordnete zum Nationalrat, Mitglied des Bundesrates
- Smejkal, Jan (* 1946), tschechischer Schach-Großmeister
- Smejkal, Jiří (* 1996), tschechischer Eishockeyspieler
- Smejkal, Lara (* 2004), slowenische Tennisspielerin
- Smejkal, Pauline (* 1917), österreichische Gerechte unter den Völkern
- Šmejkal, Rudolf (1915–1972), tschechoslowakischer Fußballspieler
- Šmejkalová, Amélie (* 2005), tschechische Tennisspielerin

### Smek
- Smekal, Adolf (1895–1959), österreichischer Physiker
- Smekal, Christian (* 1937), österreichischer Finanzwissenschaftler
- Smekal, Gabriele (* 1952), österreichische Tischtennisspielerin
- Smekal, Giselher (* 1945), österreichischer Musiker und Radiomoderator
- Smékalová, Magdaléna (* 2006), tschechische Tennisspielerin
- Smektala, Josef (1903–1982), deutscher Politiker (KPD, SPD), MdL

### Smel
- Šmelcerović, Goran (* 1982), serbischer Straßenradrennfahrer
- Smelczyński, Adam (1930–2021), polnischer Sportschütze
- Smeliansky, Anna (1879–1961), israelische Psychoanalytikerin
- Šmelko, Štefan (1930–2020), slowakischer Spezialist für Forstliche Biometrie, Holzmesslehre und Ertragskunde
- Smellie, Gavin (* 1986), kanadischer Sprinter jamaikanischer Herkunft
- Smellie, William (1697–1763), schottischer Arzt und Geburtshelfer
- Smellie, William (1740–1795), schottischer Enzyklopädist und Naturforscher
- Smellinckx, Philibert (1911–1977), belgischer Fußballspieler
- Smelowski, Timofei Andrejewitsch (1771–1815), russischer Botaniker, Pharmakologe und Hochschullehrer
- Smelser, Cornell (1902–1993), US-amerikanischer Jazzmusiker
- Smelser, Neil J. (1930–2017), US-amerikanischer Soziologe
- Smelser, Ronald (* 1942), US-amerikanischer Historiker
- Smelt, Dennis (1763–1818), US-amerikanischer Politiker
- Smeltz, Shane (* 1981), neuseeländischer Fußballspieler
- Smelyk, Serhij (* 1987), ukrainischer Sprinter

### Smen
- Smend, Friedrich (1893–1980), deutscher Theologe, Musikwissenschaftler und Bibliothekar
- Smend, Günther (1912–1944), deutscher Widerstandskämpfer
- Smend, Hans (1880–1970), deutscher Jurist, Diplomat, Botschaftsrat
- Smend, Julius (1857–1930), deutscher Theologe
- Smend, Rudolf (1851–1913), deutscher Alttestamentler
- Smend, Rudolf (1882–1975), deutscher Staats- und Kirchenrechtler
- Smend, Rudolf (* 1932), deutscher evangelischer Theologe (Alttestamentler)
- Smendes I., Begründer und damit 1. Pharao der 21. Dynastie (um 1070–1044 v. Chr.) im Alten Ägypten
- Smendes II., Hohepriester des Amun in Theben
- Smendes III., Hohepriester des Amun
- Smentek, Sabine (* 1961), deutsche Unternehmensberaterin, Politikerin (SPD) und Staatssekretärin (Berlin)

### Smer
- Šmeral, Bohumír (1880–1941), tschechischer Politiker, Journalist und Publizist
- Šmeralová, Eva (* 1976), tschechische Fußballnationalspielerin
- Šmeralová, Jana (* 1980), tschechische Squashspielerin
- Smercek, Boris von (* 1968), deutscher Schriftsteller
- Smerczak, Ron (1949–2019), südafrikanischer Schauspieler und Synchronsprecher
- Smerdelj, Miro (* 1986), kroatischer Eishockeyspieler
- Smerdomenes, persischer Feldherr, Neffe des Großkönigs Dareios I.
- Smerdon, David (* 1984), australischer Schachspieler
- Smerdowa, Jana Walerjewna (* 1998), russische Geherin
- Smereka, Władysław (1907–1983), polnischer Theologe
- Smerilli, Alessandra (* 1974), italienische Wirtschaftswissenschaftlerin, katholische Ordensschwester und Kurienbeamtin
- Smerling, Marc, US-amerikanischer Filmproduzent und Filmregisseur
- Smerling, Walter (* 1958), Kulturmanager
- Smers, Hanspeter (1936–1998), deutscher Wirtschaftswissenschaftler und Heimatforscher in der Oberlausitz
- Smerten, Bernhard von, letzter Landvogt von Jerwen
- Smertin, Alexei Gennadjewitsch (* 1975), russischer Fußballspieler

### Smes
- Smeschko, Ihor (* 1955), ukrainischer Politiker und GeheimdienstchefIhor Smeschko (* 1955)

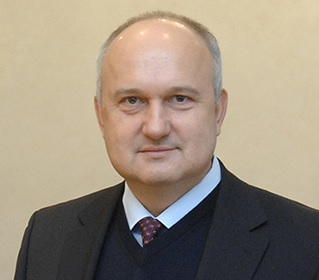
Ihor Smeschko (* 1955)

- Smesny, François (* 1968), deutsch-französischer Schauspieler

### Smet
- Smet de Naeyer, Paul de (1843–1913), belgischer Politiker und Premierminister
- Smet, Cornelis († 1591), Maler des Manierismus
- Smet, Eugénie (1825–1871), französische Ordensgründerin, Helferin und Selige
- Smet, Gilbert A. R. De (1921–2003), belgischer Germanist
- Smet, Gustave de (1877–1943), belgischer Maler
- Smet, Guy (* 1972), belgischer Straßenradrennfahrer
- Smet, Henrich († 1614), flämischer Humanist
- Smet, Kathleen (* 1970), belgische Triathletin
- Smet, Koen (* 1992), niederländischer Leichtathlet
- Smet, Laura (* 1983), französische SchauspielerinLaura Smet (* 1983)

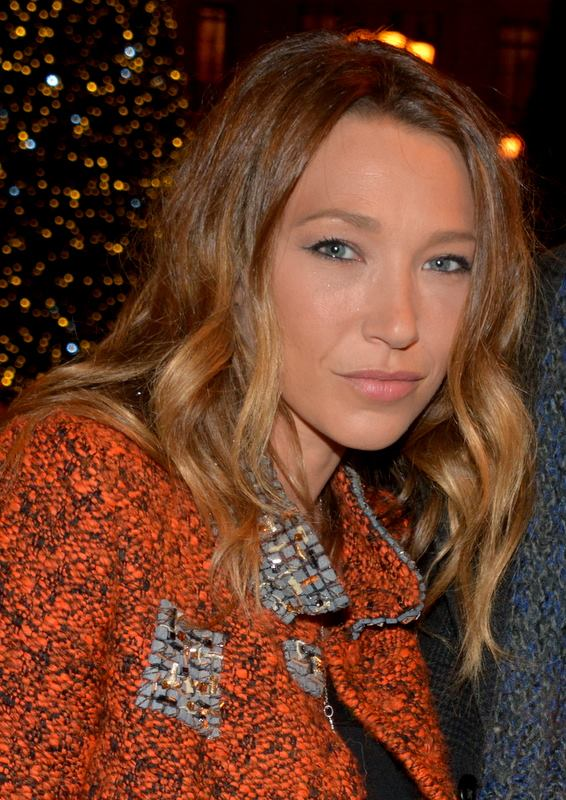
Laura Smet (* 1983)

- Smet, Marc (* 1951), belgischer Leichtathlet
- Smet, Miet (1943–2024), belgische Politikerin (CD&V), MdEP
- Smet, Omer (1890–1984), belgischer Hürdenläufer und Sprinter
- Smet, Pascal (* 1967), belgischer Politiker
- Smet, René (1898–1980), belgischer Ruderer und Boxer
- Smet, Tibo De (* 1999), belgischer Leichtathlet
- Smet, Tony (* 1870), belgischer Fechter
- Smet, Walter (1915–1977), belgischer Psychologe und Geistlicher
- Smet, Yoren de (* 1994), belgischer Eishockeyspieler
- Smetáček, Pavel (1940–2022), tschechischer Jazzmusiker und Diplomat
- Smetáček, Václav (1906–1986), tschechischer Dirigent, Komponist und Oboist
- Smetak, Walter (1913–1984), Schweizer Komponist
- Smetana, Aleš (1931–2021), tschechoslowakisch-kanadischer Entomologe
- Smetana, Bedřich (1824–1884), böhmischer Komponist der RomantikBedřich Smetana (1824–1884)

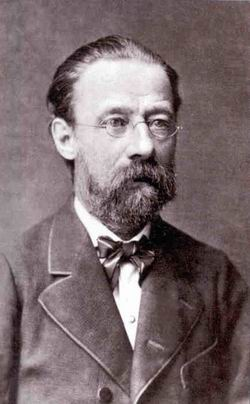
Bedřich Smetana (1824–1884)

- Smetana, Felix (1907–1968), deutsch-österreichischer Bühnenbildner und Filmarchitekt
- Smetana, František (1914–2004), tschechischer Cellist und Musikpädagoge
- Smetana, Ladislav (* 1977), deutsch-tschechischer Eishockeyspieler
- Smetana, Ondřej (* 1982), tschechischer Fußballspieler
- Smetana, Rudolf von (1802–1871), österreichischer Redemptorist
- Smetana, Zdeněk (1925–2016), tschechischer Trickfilmzeichner, Filmregisseur und Illustrator
- Smetanin, Aleksandr (* 1980), estnischer Eishockeyspieler
- Smetanin, Herman (* 1992), ukrainischer Politiker
- Smetanina, Raissa Petrowna (* 1952), russische Skilangläuferin
- Smetánka, Tomáš (* 1959), tschechischer Diplomat
- Smetek, Wieslaw (* 1955), polnischer Maler und Illustrator
- Smethurst, Daniel (* 1990), britischer Tennisspieler
- Smetius, Johannes (1590–1651), niederländischer Archäologe, Sammler und Prediger in Nijmegen
- Smetona, Antanas (1874–1944), litauischer Politiker, erster Präsident der Republik Litauen
- Smetona, Rimantas (* 1945), litauischer Politiker
- Smetow, Jeldos (* 1992), kasachischer Judoka
- Smets, Adriaan (1867–1947), niederländischer Geistlicher, römisch-katholischer Erzbischof und Diplomat des Heiligen Stuhls
- Smets, Bas (* 1975), belgischer Landschaftsarchitekt
- Smets, Dieudonné (1901–1981), belgischer Radrennfahrer
- Smets, Erik (* 1957), belgischer Botaniker
- Smets, Fanny (* 1986), belgische Stabhochspringerin
- Smets, Henri (1896–1950), belgischer Langstreckenläufer
- Smets, Herman-Joseph (1875–1943), belgischer römisch-katholischer Geistlicher, Trappist, Abt und Generalabt
- Smets, Jasper (* 1995), deutscher Fußballtrainer und Schauspieler
- Smets, Luc, Musiker und ehemaliges Mitglied der Bands Pebbles und Dream Express
- Smets, Matte (* 2004), belgischer Fußballspieler
- Smets, Paul (1901–1960), deutscher Musikwissenschaftler, Glocken- und Orgelsachverständiger
- Smets, Wilhelm (1796–1848), deutscher Autor
- Smetterus, Wilhelmus (1605–1680), deutscher Prädikant und Verfasser theologischer Werke

### Smeu
- Smeulders, Robin (* 1987), niederländischer Basketballspieler

### Smey
- Smeykal, Karl (1900–1980), deutscher Chemiker